# Lunula (anatomie)
Lunula sau lunule (pl.) (din limba la:, înseamnă „lună mică”), este zona albicioasă în formă de semilună a patului unghiei de la mâini sau de la picioare. 
La om, apare până în săptămâna 14 de gestație și are un rol structural principal în definirea marginii libere a plăcii unghiei distale (partea unghiei care crește în exterior).